# Pius VI
Pius VI (łac. Pius VI, właśc. Giovanni Angelo Braschi; ur. 25 grudnia 1717 w Cesenie, zm. 29 sierpnia 1799 w Valence) – włoski duchowny katolicki, 250. papież w okresie od 15 lutego 1775 do 29 sierpnia 1799.

## Życiorys

### Wczesne życie
Pochodził z zubożałej rodziny arystokratycznej (hrabiowskiej). Był najstarszym z ośmiorga dzieci Marcantonia Braschi i Anny Teresy Bandi. Studiował klasyczny antyk i prawo w kolegium jezuickim w Cesenie, gdzie obronił w młodym wieku (1734) doktorat utroque iure; następnie studiował na uniwersytecie w Ferrarze. Pracował jako sekretarz kardynała Tommaso Ruffo, był asystentem kardynała w czasie obrad konklawe 1740, a po wyniesieniu Ruffo do godności kardynała biskupa Ostii i Velletri reprezentował go w tych diecezjach. Przebywał z misją dyplomatyczną w Neapolu. W 1753 został prywatnym sekretarzem papieża Benedykta XIV, który obdarzył go godnością kanonika patriarchalnej bazyliki watykańskiej. W tym samym roku zaproponowano mu wstąpienie do stanu duchownego, lecz Giovanni odmówił, gdyż niedługo miał zawrzeć związek małżeński. Wkrótce jednak zmienił zdanie za zgodą narzeczonej, która została zakonnicą. W 1758 przyjął święcenia kapłańskie i został prałatem Jego Świątobliwości.
Wkrótce potem został referendarzem Najwyższego Trybunału Sygnatury Apostolskiej. W okresie pontyfikatu kolejnego papieża, Klemensa XIII pełnił szereg funkcji we władzach państwa papieskiego. W 1766 został skarbnikiem generalnym Kamery Apostolskiej, był również sekretarzem kardynała Carlo Rezzonico (bratanka Klemensa XIII). Jako skarbnik znacznie podreperował sytuację finansową papiestwa. 26 kwietnia 1773 Klemens XIV obdarzył ks. Braschiego godnością kardynalską, z tytułem prezbitera S. Onofrio. Jako kardynał był członkiem czterech kongregacji kurialnych:
- Kongregacji Indeksu,
- Kongregacji ds. Wizytacji Apostolskich,
- Kongregacji Konsystorialnej,
- Fabryki Świętego Piotra.

W 1773 kardynał Braschi objął także funkcję opata komendatoryjnego opactwa terytorialnego w Subiaco, gdzie przeprowadził wizytację duszpasterską.

### Wybór na papieża
Po śmierci Klemensa XIV burzliwe i długie konklawe wybrało Braschiego na papieża 15 lutego 1775. Elekcję zawdzięczał zręczności dyplomatycznej, która pozwoliła uchodzić mu zależnie od potrzeby za przeciwnika lub zwolennika skasowanego właśnie zakonu jezuitów. Nowy papież przyjął imię Piusa VI na cześć św. Piusa V, 22 lutego 1775 przyjął sakrę biskupią (z rąk kardynała-biskupa Porto e S. Rufina i dziekana Kolegium Kardynalskiego Gianfrancesco Albaniego) i tego samego dnia został koronowany.

### Pontyfikat
Na samym początku pontyfikatu Pius musiał zmierzyć się z problemem szerzenia się ateizmu i laicyzacji życia, pomimo wsparcia jakiego udzielały mu katolickie kraje: Francja, Hiszpania i Portugalia. Przeciw papiestwu wystąpił natomiast Neapol, który żądał zniesienia obowiązku składania hołdu feudalnego i prawa nadawania biskupstw, jednak Pius tych żądań nie spełnił. Na prośbę króla Polski Stanisława Augusta papież Pius VI poprzez brewe z 23 maja 1775 roku wydane dla biskupów polskich zniósł niektóre święta kościelne.
Dużo poważniejszym problemem była sytuacja w cesarstwie, gdzie Józef II usiłował wprowadzić Kościół państwowy zwany józefinizmem. Jego założenia opierały się na władzy króla – miał on podporządkować wszelkie sprawy duchowe państwu. W 1782 papież pojechał do Wiednia by dojść do porozumienia z cesarzem, lecz nie przyniosło to żadnego skutku. Podobna sytuacja miała miejsce w przypadku febronianizmu, który to zaczął szerzyć się w latach 80. w Niemczech (miał on umocnić prawa biskupów względem praw papieża). Kiedy Pius usiłował ustanowić nuncjaturę w Monachium, arcybiskupi Salzburga, Moguncji, Trewiru i Kolonii sprzeciwili się temu w obawie przed ograniczeniem ich praw. Biskupi niemieccy ustalili tzw. punktację z Ems, w której regulowali stosunki Kościoła niemieckiego ze Stolicą Apostolską – papieskie bulle miały być zatwierdzone przez biskupów, przed ich ogłoszeniem. Plany te jednak zeszły na dalszy plan wobec wybuchu rewolucji we Francji.
Podobna sytuacja utworzyła się w Toskanii, gdzie rządził brat cesarza Leopold II. Odbył się wówczas synod w Pistoi, który przyjął artykuły gallikańskie i wyjął biskupów spod władzy papieża. Pius ostatecznie wydał konstytucję Auctorem fidei, uważaną za dokument zawierający nauczanie nieomylne i potępił synod i zmusił przewodniczącego biskupa Ricciego do rezygnacji. Porażkami w polityce zagranicznej Piusa były także jego uległość wobec Burbonów i próba wymuszenia na królu Prus Fryderyku II i cesarzowej Rosji Katarzynie II zastosowania się do nakazu kasaty jezuitów. Katarzyna Wielka wybudowała nawet nowicjat dla zakonu, a później papież incognito poparł tę decyzję.
Przywiązywał wagę do protokołu i ceremoniału dworskiego, przywrócił praktykę nepotyzmu. Kardynałami mianował m.in. swojego wuja Giovanniego Bandiego i bratanka Romoaldo Braschi-Onesti, wystawił okazały pałac Braschi na rzymskim Piazza Navone. Zarządził czterokrotnie obchody Roku Jubileuszowego – w 1775, 1782, 1790 i 1792. W 1784 mianował Johna Carrolla (byłego jezuitę) pierwszym biskupem w Stanach Zjednoczonych.
Sytuacja europejska zmusiła Piusa VI do zajęcia stanowiska w wielu drażliwych sprawach. Początkowo uznał Konstytucję Trzeciego Maja, przesyłając błogosławieństwo i wyrazy uznania (z zastrzeżeniem, że nie ulegną naruszeniu prawa Kościoła katolickiego w Polsce), ale następnie pobłogosławił konfederację targowicką i wyraził życzenie: „aby stworzenie konfederacji stało się początkiem niewzruszonej spokojności i szczęścia Rzeczypospolitej”. Jednocześnie za pośrednictwem nuncjusza wywierał nacisk na króla Stanisława Augusta Poniatowskiego, aby ten przystąpił do targowiczan. Interweniującemu w 1793 po II rozbiorze w sprawie polskiej kardynałowi Tommaso Antici oświadczył, że poruszanie tej sprawy w obecnych okolicznościach jest nieodpowiednie i doradzał ustąpienie przed przemocą.  W 1795 potępił insurekcję kościuszkowską, a rok później zlikwidował warszawską nuncjaturę. Po trzecim rozbiorze Polski skierował do biskupa Ignacego Krasickiego 16 grudnia 1795 brewe, nakazując mu wpajać w naród polski obowiązek wierności, posłuszeństwa i miłości panom i królom.
Punktem kulminacyjnym jego pontyfikatu był wybuch rewolucji francuskiej w roku 1789. Pius potępił Konstytucję cywilną kleru z 12 lipca 1790, a także Deklarację Praw Człowieka i Obywatela z 26 sierpnia 1789. Konstytucja cywilna kleru zmuszała księży do składania posłuszeństwa Francji, pod groźbą banicji. W maju i kwietniu 1791 papież potępił ją jako schizmatycką, zabronił składać przysięgi, pod groźbą suspensy i uznał nowe święcenia biskupów za świętokradcze. Sytuacja doprowadziła do zredukowania liczby diecezji ze 134 do 83, zawłaszczenia majątku kościelnego we Francji i rozwiązania zakonów. W 1792 rozstrzelano 3 biskupów i 300 księży, 40 000 innych wygnano, a rok później konstytucyjny arcybiskup Paryża Jean-Baptiste Gobel zrzekł się funkcji kościelnych i przystąpił do rewolucjonistów. Po tym, jak stosunki dyplomatyczne pomiędzy Rzymem a Paryżem zostały zerwane, eksklawy kościelne w Awinionie i Venaissin zostały zajęte. Wspierał rozwój Museo Pio-Clementino z kolekcją posągów starożytnych, które m.in. od jego imienia bierze swoją nazwę.
Pius dodatkowo rozzłościł Napoleona, popierając koalicję antyfrancuską, a także odrzucił propozycję mediacji Hiszpanii. Rok później okupujący Mediolan Napoleon najechał Państwo Kościelne, wobec czego Pius musiał wycofać swoje potępienie Konstytucji cywilnej kleru. Został także zmuszony do wypłaty milionowej sumy pieniędzy i oddania cennych dzieł sztuki i rękopisów. Wkrótce potem Pius sprzymierzył się z Neapolem i Austrią, co spowodowało kolejny najazd Napoleona, zdetronizowanie papieża i ustanowienie Republiki Rzymskiej 15 lutego 1798. W 1798 papież został uwięziony i wywieziony do Sieny, następnie do Florencji i kilku innych miast. Później, ciężko chory i na poły sparaliżowany, został przetransportowany przez przełęcz Montgenèvre do Briançon, gdzie 30 kwietnia 1799 r. osadzono go pod strażą w miejscowym klasztorze. Gdy pod koniec maja generał Suworow zajął Turyn, papieża ewakuowano przez Gap i Grenoble do cytadeli w Valence, gdzie zmarł. Przed śmiercią miał powiedzieć: „Polećcie mojemu następcy wybaczyć Francuzom, tak jak ja im wybaczyłem”.

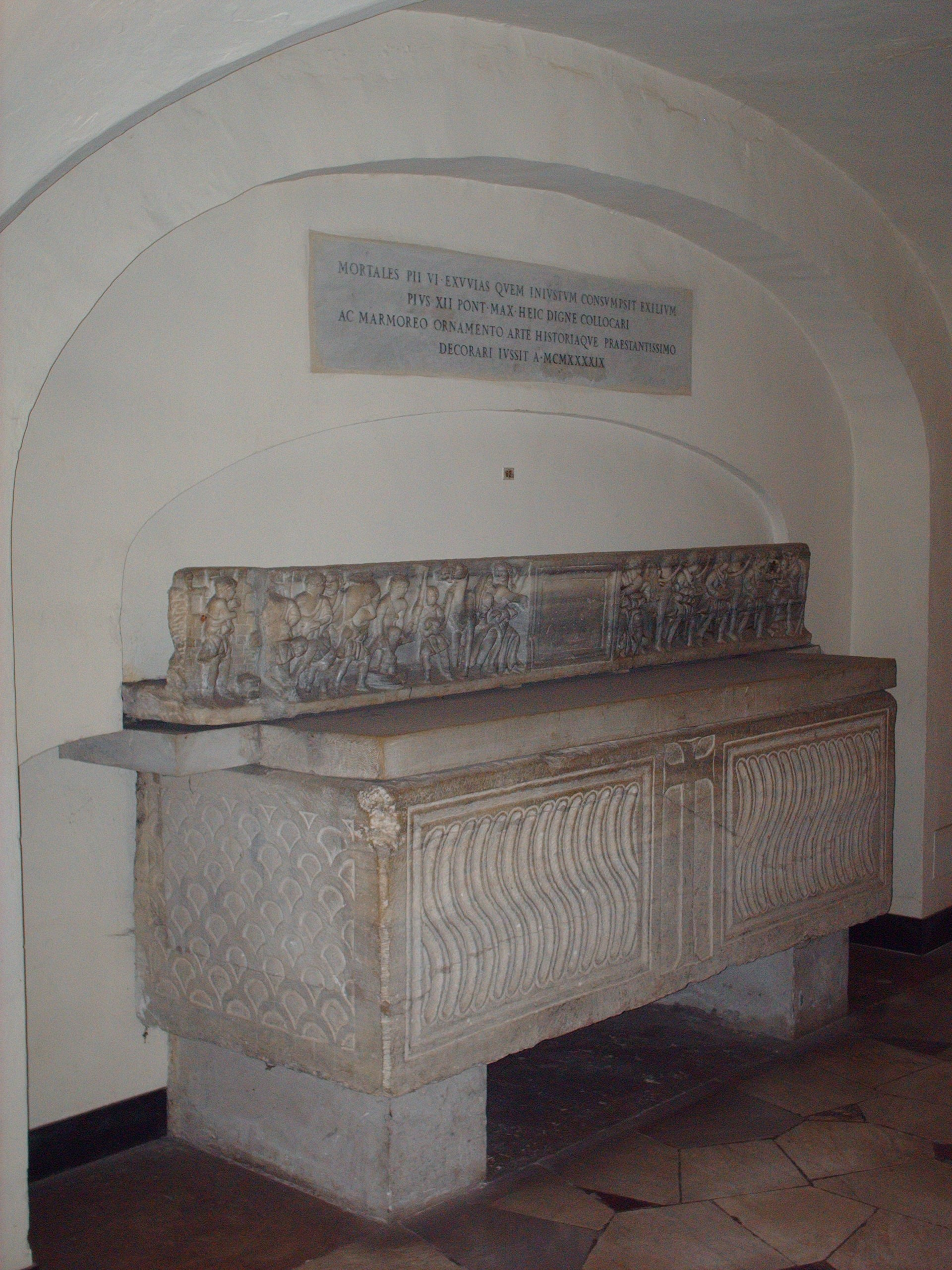
Grób Piusa VI w Grotach Watykańskich

Kreował 73 kardynałów na dwudziestu trzech konsystorzach. Jego rozporządzenia ze stycznia 1797 i listopada 1798 umożliwiły przeprowadzenie konklawe po jego śmierci.

## Ważniejsze dokumenty dogmatyczne
- Konstytucja Auctorem fidei potępiająca uchwały jansenistycznego synodu w Pistoi z 1786 roku. Konstytucja ta uznawana jest za dokument nieomylny Kościoła katolickiego (BF, s. 68, Poznań, 2000).